# 1-(2-Aminoethyl)piperazin
1-(2-Aminoethyl)piperazin (auch weniger genau: Aminoethylpiperazin) ist eine chemische Verbindung aus der Gruppe der aliphatischen Amine, das zur Vernetzung von Epoxidharzen und anderen Polymeren sowie als Zwischenprodukt in der chemischen Industrie Verwendung findet.

## Darstellung
Aminoethylpiperazin kann durch katalytische Hydrierung von Nitrilotriacetonitril hergestellt werden:
Eine andere Möglichkeit ist die Reaktion von Monoethanolamin und Piperazin.

## Eigenschaften
Aminoethylpiperazin ist bei Raumtemperatur eine gelbliche Flüssigkeit mit schwachem, fischähnlichen Geruch, bei höheren Temperaturen stechendem Geruch, die vollständig in Wasser lösbar ist. Ihre wässrige Lösung reagiert stark alkalisch.

## Verwendung
Aminoethylpiperazin kann in einer Polymerisation sowohl an seiner primären wie auch an seiner sekundären Aminogruppe reagieren. Es wird daher zur Vernetzung von Epoxidharzen verwendet. Auch die Synthese von verzweigten Polymeren (Dendrimeren) ist auf seiner Basis möglich.
Zudem ist 1-(2-Aminoethyl)piperazin ein wertvolles Zwischenprodukt bei der Herstellung von Schmelzkleberpolymere sowie Feinchemikalien wie Anthelminthika, Insektiziden und Hochtemperatur-Schmierölen, ebenso wie andere Reaktionsprodukte aus Piperazin und einem Alkohol (englisch alcohol-extended piperazines) oder Piperazin und einem Amin (amine-extended piperazines).